# Grosbous

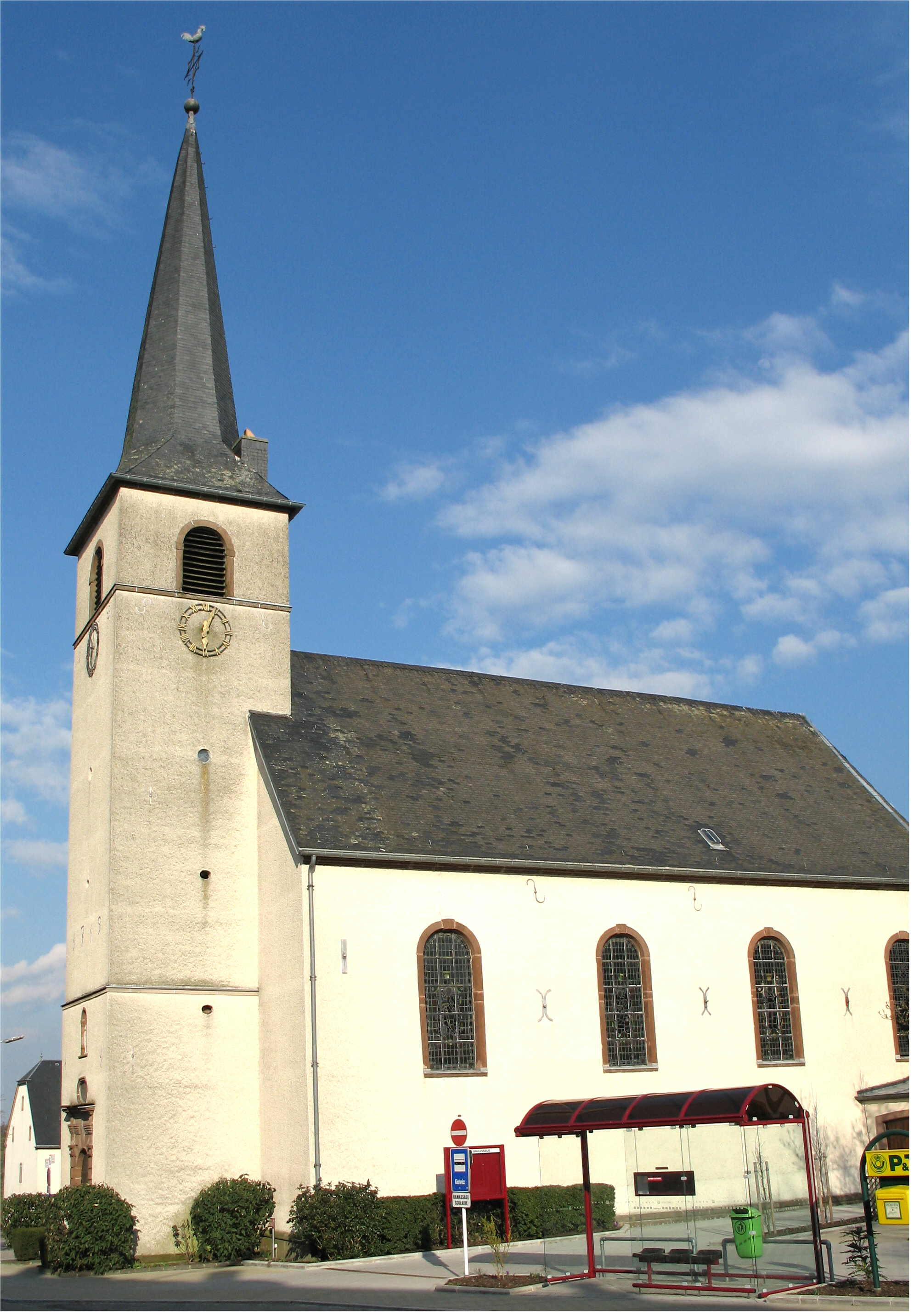
Vista laterale della chiesa

Grosbous (lussemburghese: Groussbus) è un comune del Lussemburgo occidentale. Si trova nel cantone di Redange e nel distretto di Diekirch.
Nel 2005, la città di Grosbous, il capoluogo del comune che si trova nella parte meridionale del suo territorio, aveva una popolazione di 635 abitanti. L'altra località che fa capo al comune è Dellen.